# Santa María Tuz
Santa María Tuz es una localidad del municipio de Uayma en el estado de Yucatán, México.

## Toponimia
El nombre (Santa María Tuz') hace referencia a María de Nazareth y Tuz es un patronímico maya.

## Hechos históricos
- En 1940 cambia su nombre de Santa María a Santa María de Tuz.
- En 1950 pasa del municipio de Uayma al de Valladolid.
- En 1960 cambia a Santa María. Regresa al municipio de Uayma.
- En 1980 cambia a Santa María Tuz.
- En 1990 cambia a Santa María.
- En 1995 cambia a Santa María Tuz.

## Demografía
Según el censo de 2005 realizado por el INEGI, la población de la localidad era de 0 habitantes, de los cuales 266 eran hombres y 248 eran mujeres.
| 62                          | 9 | 0 | 15 | 0 | 0 | 10 | ? | 6 | 0 | 21 | ? | 0 |
| (Fuente: INEGI [Consultar]) |   |   |    |   |   |    |   |   |   |    |   |   |